# Tapetum (Pflanze)
Ein Tapetum ist in der Botanik ein ein- oder mehrschichtiges Gewebe plasmareicher Zellen an der Innenwand der Sporenbehälter der Farnpflanzen bzw. der Pollensäcke der Samenpflanzen, welches der Ernährung der Sporen bzw. Pollenkörner dient.
Die Ernährung der Sporen kann über Sekretion erfolgen (Sekretionstapetum), wie es etwa bei Bärlappgewächsen der Fall ist. Andererseits können sich die Zellwände der Tapetumzellen auch auflösen und fusionieren, sodass sich der entstehende Protoplast amöboid zwischen die Pollenkörner verteilen kann (Periplasmodialtapetum). Dies findet man zum Beispiel bei Schachtelhalmen.